# Сузгун
Сузгун (сибирскотат. 
Қосқон) — посёлок в Тобольском районе Тюменской области России. Входит в состав Овсянниковского сельского поселения.

## География
Находится примерно в 29 км от Тобольска. Автобусное сообщение. Находится на берегу озера Большое Дикое. 
Автобусное сообщение, в поселке находится одноименная ж.д. станция.

## Население
| 2010 |
| ---- |
| 187  |